# Bovill
Bovill é uma cidade localizada no estado estadunidense de Idaho, no Condado de Latah.

## Demografia
Segundo o censo americano de 2000, a sua população era de 305 habitantes. 
Em 2006, foi estimada uma população de 280, um decréscimo de 25 (-8.2%).

## Geografia
De acordo com o United States Census Bureau tem uma área de 
0,5 km², dos quais 0,5 km² cobertos por terra e 0,0 km² cobertos por água. Bovill localiza-se a aproximadamente 864 m acima do nível do mar.

## Localidades na vizinhança
O diagrama seguinte representa as localidades num raio de 40 km ao redor de Bovill. 